# Renate Becker

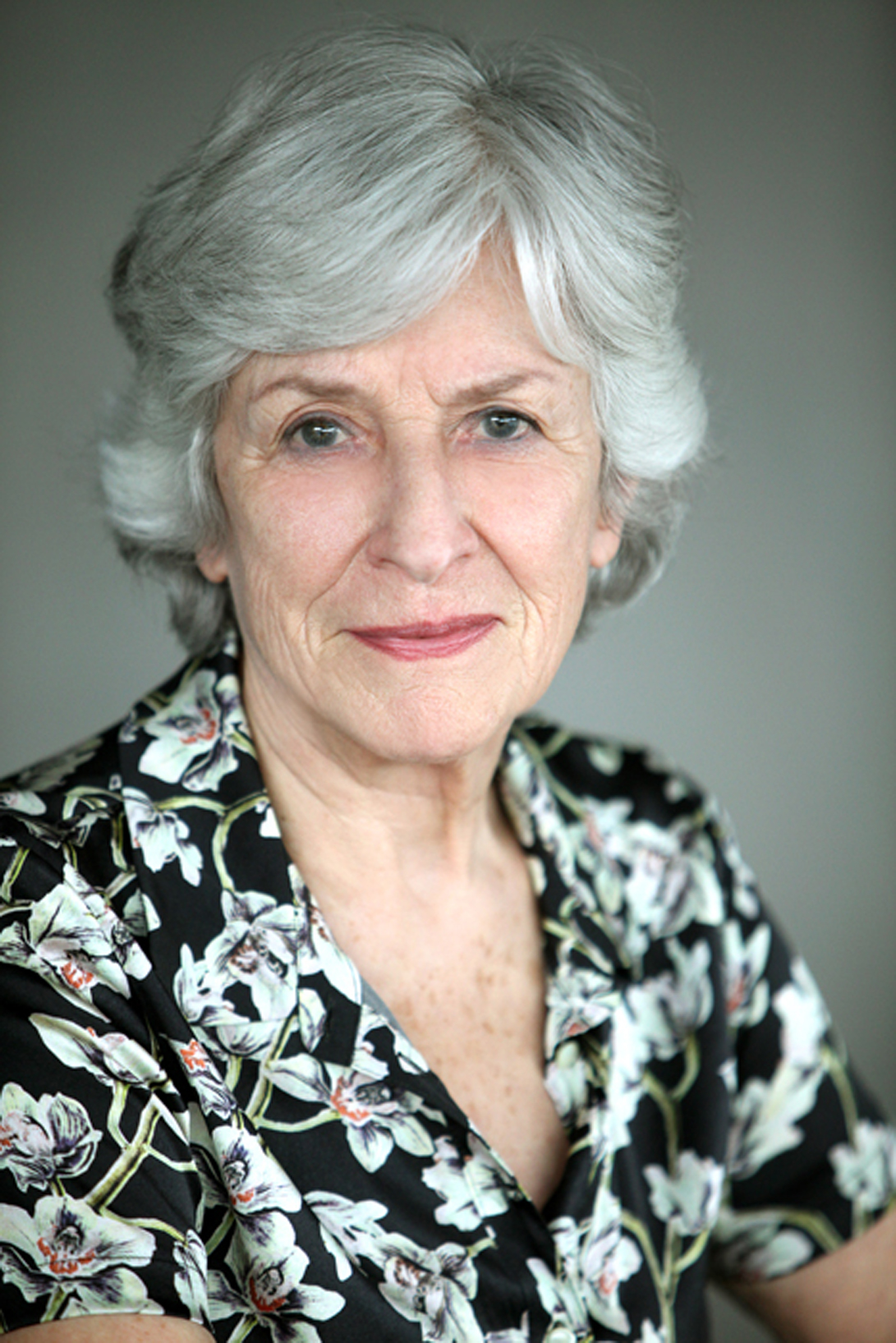
Renate Becker 2010

Renate Becker (* 17. März 1935 in Hannover) ist eine deutsche Schauspielerin, Psychologin und Autorin.

## Leben
Becker ist die Tochter der Schauspielerin Helma Seitz (1913–1995) und des Schauspielers Theodor Becker (1880–1952). Die Schauspielerin Maria Becker (1920–2012) aus der zweiten Ehe ihres Vaters mit der Schauspielerin Maria Fein ist ihre Halbschwester. 
Die Ehe der Eltern wurde 1937 geschieden. Nach dem Zweiten Weltkrieg heiratete Helma Seitz den britischen Geschäftsmann Arthur Hartog, mit dem sie über England nach Kanada auswanderte. Renate Becker wuchs in Saskatoon in Saskatchewan und später nahe Montreal in Québec auf. Dort erhielt sie 1952 die High School Leaving Certificate der Lachine Protestant High School mit einer Auszeichnung des Governor General „for general proficiency“. Auch gewann sie ein Stipendium der Lachine Soldiers Chapter, Imperial Daughters of the Empire für beste Noten in der Abschlussklasse 1951–1952.
1952 bis 1954 studierte sie an der Leland Powers School for Radio, Television and Theatre in Boston. 1955 erhielt sie ein Stipendium für das Herbert Berghof Actors Studio in New York. Sie spielte an Sommertheatern in Kanada, Pennsylvania und Kentucky.
Nach ihrer Rückkehr nach Deutschland besuchte sie 1956–1957 die Staatliche Hochschule für Musik, Abteilung Schauspiel in Hamburg. Anschließend hatte sie Engagements an Bühnen in Tübingen, Basel, Lübeck, Düsseldorf, Köln und Frankfurt am Main. Von 1997 bis 2014 war sie kontinuierlich am Schauspielhaus Bochum tätig. Der Regisseur Jürgen Kruse und die Intendanten Gert Becker, Matthias Hartmann und Elmar Goerden waren für ihre Entwicklung von besonderer Bedeutung. Außerdem trat sie im Fernsehen auf.
Mit einer bestandenen Anerkennungsprüfung ihres High School Leaving Certificate und der damit nachgewiesenen Hochschulreife begann sie 1979 ein Psychologiestudium an der Universität zu Köln, das sie 1985 mit der Diplomprüfung abschloss (Titel der Diplomarbeit: Probleme bei der Begutachtung der Criminal Responsibility im Rahmen des amerikanischen Strafrechts).
Von 1985 bis 1993 arbeitete sie als wissenschaftliche Fachberaterin für die Sendung Hilferufe des WDR. Sie führte Explorationen durch, erstellte Persönlichkeitsgutachten und schrieb darauf basierende Drehbücher, betreute Klienten und beantwortete Zuschauerpost. Auch im forensischen Bereich und für die Staatliche Zentralstelle für Fernunterricht in Köln war sie gutachterlich tätig.
Becker war mit dem Ägyptologen Hermann Schlögl und dem Drehbuchautor Axel Plogstedt verheiratet. Beide Ehen wurden geschieden. Renate Becker und Hermann Schlögl haben eine gemeinsame Tochter, Helma Schlögl. Sie starb 2012 im Alter von 53 Jahren an Leukämie.

## Filmografie (Auswahl)

### Fernsehen
- 1970: Unter Kuratel, Regie Ludwig Cremer
- 1974: Zündschnüre, Regie Reinhard Hauff
- 1974: Ein Herz und eine Seele – Selbstbedienung, Regie Joachim Preen
- 1976: Shirins Hochzeit, Regie Helma Sanders-Brahms
- 1976: Inspektion Lauenstadt – Bauer Schlegel, Regie Georg Tressler (Fernsehserie)
- 1981: Lisa und Tshepo, Regie Erika Runge
- 1982: Tatort – Kuscheltiere, Regie Hajo Gies
- 1985: Diese Drombuschs, Regie Michael Meyer
- 1988: Geschichten aus der Heimat (Fernsehserie) Episode: Glück im Ünglück
- 1990: Hüpfendes Fleisch, Regie Sylvia Hoffman
- 1990: Tatort – Schimanskis Waffe, Regie Hans Noever
- 1990/1999: Lindenstraße (zwei Einsätze in Nebenrollen)
- 1991: Hafendetektiv, Kemal, Regie Markus Bräutigam
- 1991: Rote Erde II, Regie Klaus Emmerich
- 1996: Immer wenn sie Krimis liest, Regie Andy Bausch
- 1996: Nach uns die Sintflut, Regie Sigi Rothemund
- 1997: Francis, Regie Angelika Mönning
- 1999: Der Fahnder – Konnie unter Druck, Regie Matthias Tiefenbacher (Fernsehserie)
- 2000: Tatort – Trittbrettfahrer, Regie Markus Fischer
- 2000: 10 Commandments of Creativity, Regie Hermann Vaske
- 2001: Tatort – Havarie, Regie Sylvia Hoffman
- 2002: SOKO Köln – Blutige Beichte, Regie Michael Bielawa
- 2003: Tatort – Sag nichts, Regie Lars Kraume
- 2005: SOKO Leipzig – Ausbruch, Regie Michael Bielawa
- 2007: Mord mit Aussicht – Marienfeuer, Regie Christoph Schnee (Fernsehserie)
- 2007: Tatort – Erntedank e. V., Regie Angelina Maccarone
- 2007: Wilsberg: Die Wiedertäufer
- 2008: Tatort – Der glückliche Tod, Regie Aelrun Goette
- 2009: Tatort – Borowski und die Sterne
- 2009: Marie Brand und das mörderische Vergessen, Regie Florian Kern
- 2012: Notruf Hafenkante – Der Katzenkiller von Wandsbek, Regie Thomas Jauch
- 2012: In Your Dreams, Regie Ralph Strasser (Fernsehserie)
- 2014: Nichts für Feiglinge, Regie Michael Rowitz
- 2014: In Your Dreams, Regie Ralph Strasser
- 2014: SOKO Leipzig – Doktor Tod, Regie Herwig Fischer
- 2016: SOKO Köln – Chancenlos, Regie Florian Schott

### Kino
- 2001: Stille Liebe, Regie Christoph Schaub
- 2003: Das Apfelbaumhaus, Regie Andrew Hood
- 2006: Elvis und ich (Kurzfilm), Regie Michael Sommer
- 2009: Giulias Verschwinden, Regie Christoph Schaub
- 2015: Die dunkle Seite des Mondes, Regie Stephan Rick

## Veröffentlichungen
- Hilde Wagenbach – Seit dem Tod meiner Mutter bin ich allein (Drehbuch), Sendung Hilferufe, WDR 3, 1986
- Anni Kempf – Einen kranken Partner verlässt man nicht (Drehbuch), Sendung Hilferufe WDR 3, 1987
- „Liebe ist Mode.“ Friederike Roths „Das Ganze ein Stück“, in: Deutsches Drama der 80er Jahre, hrsg. von Richard Weber, Suhrkamp Taschenbuch, 1992, ISBN 978-3-518-38614-9
- Meine Reise durch die Erbsünde. A Nazi Hero, Books on Demand, Norderstedt, 2005, ISBN 978-3833426872
- Meine Reise durch die Erbsünde. Sympathy for the Devil, Zwischenschritte 14. Jahrg. 2/1995, S. 110, Bouvier Verlag
- Ich habe Dennis Hopper geohrfeigt. Anke Johanning (Pseudonym für Renate Becker). Books on Demand, 2003, ISBN 3-8311-3401-4